# Róbson Luís
Róbson Luís Nascimento Oliveira, conhecido simplesmente como Róbson Luís (Estância, 3 de setembro de 1976), é um ex-futebolista brasileiro que atuava como meio-campista.

## Carreira
Seus primeiros chutes foram no Bahia, onde chegou com 16 anos, transferindo-se quatro anos depois para o Santos, em outubro de 1998 por empréstimo até o fim do ano, para substituir Lúcio.
Em 1999, foi vendido ao Monarcas Morelia, do México, e depois Santos Laguna nas 2 temporadas seguintes. Pelo Santos, foi campeão do Torneio de Pachuca em 2001.
Voltou ao Brasil para jogar no Vitória em 2002, chegando ao Vasco da Gama em janeiro de 2004.
Depois de passagens ainda pelo Goiás, Santa Cruz, Gama, Democrata e Ceará, sem se firmar em nenhuma dessas equipes, foi contratado pelo Volta Redonda em 2009.
Em 2010, assinou contrato com o Itabuna para a disputa do Campeonato Baiano. Neste mesmo ano assinou contrato com o Estanciano para uma missão muito difícil que era levar o time da sua cidade à elite do Campeonato Sergipano, e conseguiu. Em 2011, atuou pelo Estanciano.
Em 2012, iniciou o ano pelo Camaçari FC e em maio atuou pelo Santa Helena.

## Títulos
Bahia
- Campeonato Baiano: 1994 e 1998
- Copa Internacional Renner: 1997

Santos
- Copa CONMEBOL de 1998

Santos Laguna-MEX
- Campeonato Mexicano (Verano): 2001[12]

Vitória
- Campeonato Baiano: 2002 e 2003
- Copa do Nordeste: 2003

Vasco da Gama
- Taça Rio: 2004